# Brandts Klædefabrik
|  | Bykvarteret Brandts Klædefabrik - ikke at forveksle med kunstmuseet Brandts, som ligger i området. |
Brandts Klædefabrik er et historisk bygningskompleks i centrum af Odense, og betegnes som byens helt centrale kulturcenter, bl.a. fordi området også huser nogle af byens mest markante kulturinstitutioner. Området er omkranset af den tidligere virksomhed Brandts Klædefabriks gamle bygninger som stammer fra 1800- og 1900-tallet.
Området summer med et kreativt levende miljø med små virksomheder og mange mindre livstils- og specialforretninger, caféer og spisesteder. Desuden benyttes området særligt om sommeren til koncerter på scenen ved Ampfipladsen foran Kunstmuseum Brandts, mens Farvergården ofte benyttes til aktiviteter for børnefamilier.

## Historie
1977 finder tekstilfabrikken Brandts Klædefabriks bestyrelse, at den nu forældede fabrik i en tid med lønstigninger ikke længere kan klare sig i en intens konkurrencesituation, hvor store aktører er fabrikker i lavtlønslande som Spanien og Portugal. Lagrene afvikles samme år og maskinerne sælges. Fabrikken drejer nøglen om i 1977.
Med lukningen af Brandts Klædefabrik i 1977 lå 18.000 etagemeter ubenyttede hen i Odense midtby 1982 købte to jyske købmænd Kjeld Droob og John Hanssen fabrikken, og der blev udfærdiget en lejekontrakt med købsret til Odense Kommune – denne købsret benyttede Odense Kommune sig af i 1995 for de offentlige dele af komplekset.
Ombygningen af fabrikskomplekset til kulturcenteret Brandts Klædefabrik strakte sig fra 1982 til 1986. I 1984 flyttede Danmarks Grafiske Museum (1984-2019) og Det Fynske Kunstakademi ind i bygningerne
1985 blev Lejerforeningen Brandts Klædefabrik etableret, for at sikre et samarbejde mellem alle klædefabrikkens lejere. 1987 kom Kunsthallen Brandts Klædefabrik og Museet for Fotokunst til.
Med genanvendelse af fabriksbygningerne til private og offentlige formål, bevarede man ikke kun fabriksbygningerne, men fastholdt også en del af den pågældende bys industrihistorie. Visioner om bevaring og genanvendelse blev inspiration for rapporten "Genanvendelse af Brandts Klædefabrik", som blev formuleret af rådmand Robert Dalskov og arkitekt Kristian Isager i samarbejde med en arbejdsgruppe, som var nedsat af Odense Kommune.

## En levende kulturbydel
I dag rummer de istandsatte bygninger Kunstmuseum Brandts, Tidens Samling, Café Biografen, spillestedet Magasinet, Kulturmaskinen og Studenterhuset.
Amfiscenen foran Brandts byder især i sommerhalvåret på koncerter, teater og filmforevisninger. I Brandts Passage ligger en række design- og tøjbutikker. Området rummer også cafeer og restauranter.
2009 åbnede kulturhuset "Kulturmaskinen", som har tekstil og ler-værksteder, café og mødelokaler. I Kulturmaskinens tre koncertsale, på Magasinet eller i Farvergården arrangeres året rundt foredrag, forestillinger, koncerter, comedy-shows og andre kulturelle begivenheder. Kulturmaskinen holder også kulturelle arrangementer indendørs og i "Farvergården", der er specialindrettet til udendørs kulturbegivenheder.
2013 fik området sit eget Studenterhus i det tidligere Musikbibliotek.

### Kulturtilbud
- Kunstmuseum Brandts er et museum for kunst og visuel kultur. Museets udstillinger og events kan i dag opleves på alle 4. etager
- Café Biografen er en art cine-biograf, der ligger i bygningskomplekset Brandts Klædefabrik i centrum af Odense.
- Kulturmaskinen har tekstil og ler-værksteder, café og mødelokaler og tre koncertsale
- Magasinet er et teater- og musiksted, der blandt andet anvendes til stand-up, koncerter, revyteater og filmfremvisning
- Odense Filmværksted er et åbent, kreativt værksted, hvor du kan komme ind fra gaden og prøve kræfter med filmmediet
- Odense International Film Festival er en international, kortfilmsfestival, som finder sted hvert år i august
- Studenterhus Odense har egen café og bar samt Studievalg Fyn og Studiezonen på første sal. Arrangementerne varierer, men inkluderer typisk koncerter, foredrag og stand-up m.m.
- Tidens Samling er et kulturhistorisk hands-on museum for klæder, form og bolig i det 20. århundrede

## Lejere i området

### Butikker
- Allestedlund, Brandts Passage, er en blomsterbutik
- Kunstmuseum Brandts butik, er en butik med design, kunstartikler og bøger, der relaterer sig til museets mange udstillinger gennem tiden
- Collage Art, Brandts Passage, er en specialforretning inden for plakater, fotokunst, opsætning, indramning og laminering
- Creative Space, Amfipladsen, keramikmlaing og café
- Dina Vejling, Brandt Passage, er en butik med dansk kunsthåndværk
- Ingvard Christensen, Amfipladsen, er en møbelforretning
- Jean-Paul, Brandt Passage, er en herretøjsforretning
- Mortens Chokolade, Brandts Passage, chokolatier
- PurePope, Brandts Passage, er en garnbutik
- Reflect Skincare, Brandts Passage, er en skønhedsklinik
- By Sølvtofte, Optiker og Brillebutik
- Vivaldi, Brandts Passage, er en tøjforretning til kvinder
- Yenz, Brandts Passage, er en frisørsalon

### Gastronomi
- Brød er en bagerforretning og café
- Cafe Biografen er en er en restaurant med tre biografsale
- Café Chino er en restaurant og bar.
- Café Cuckoo’s Nest serverer brunch, caféretter og brasseriemenuer
- Kong Volmer
- Kulturmaskinens Café
- Seaweed
- Studenterhus Odense

### Øvrige erhvev
- AMOMUMS
- Capio Privathospital
- Dansk Misbrugsbehandling
- Drop in Yoga
- Focus Telemarketing
- Gain & Co
- Intelligent Banker
- Katten og Musen
- Littlebeacon
- Mageløs Graviditetsklinik
- Nguyen Studio
- Spring Production
- Studievalg Fyn
- Stupid Studio
- Reflect Skincare

## Events og festivaler
Der er arrangementer året rundt i Brandts Klædefabrik f.eks. Lysfestival, Blomsterfestival, H.C. Andersen Festivals, Odense Internationale Filmfestival, Magisk Efterår og Jul.